# Логвиненко Олександр Володимирович
Олекса́ндр Володи́мирович Логвине́нко — капітан Збройних сил України.
Станом на кінець жовтня 2014-го — виконувач обов'язків командира 2-ї роти 1-го батальйону одного з підрозділів, ніс службу на блокпосту в Донецькій області.

## Нагороди
За особисту мужність і героїзм, виявлені у захисті державного суверенітету та територіальної цілісності України, вірність військовій присязі під час російсько-української війни, відзначений — нагороджений
- 13 серпня 2015 року — орденом Богдана Хмельницького III ступеня.